# Laringomalacia
Se denomina laringomalacia a una inmadurez congénita de la laringe que provoca un ruido respiratorio característico (estridor) por colapso de la glotis durante la inspiración. Es la anomalía congénita de laringe más común (60-75%). Está asociada a prematuridad.
Su fisiopatología está relacionada con alteraciones neuromusculares, laxitud cartilaginosa con anormalidades anatómicas, pliegues cortos con mucosa redundante y edema debido a ectasia linfática, que determina presión negativa que succiona las estructuras supraglóticas hacia la glotis durante la inspiración. provocando estridor 
Los síntomas pueden estar ausentes en el nacimiento, comenzando en las primeras semanas de vida. Se caracteriza clínicamente por estridor con fluctuaciones en su intensidad, que se exacerba con la actividad, el llanto y la alimentación; varia con la postura, mejorando o resolviéndose en la posición prona, pueden presentarse obstrucción de las vías respiratorias y alteraciones en la alimentación. En dos tercios de los casos se muestra sintomatología en la primera y segunda semana de vida y en cuatro quintas partes en el primer mes de vida. Ocurre más frecuente en niños que en niñas. En la gran mayoría de los niños afectados la sintomatología se resuelve en los siguientes 18 a 24 meses. En muy pocos casos la laringomalacia grave puede condicionar períodos de apnea que pongan en riesgo la vida, en especial durante el curso de infecciones de las vías respiratorias superiores, apnea obstructiva y complicaciones cardiopulmonares.
El diagnóstico se establece con nasolaringoscopia.
En la mayor parte de los casos es autolimitada, solucionándose espontáneamente en más del 90% de los casos antes de los dos años de edad y requiriendo, a lo sumo, cierto suplemento de calcio. En los casos en los que no se soluciona de modo espontáneo su solución es quirúrgica.
En individuos con síntomas severos, que en algunas series representan en 20% de los casos, se efectúa supraglotoplastia y actualmente es excepcional la realización de traqueostomía. La extensión del tratamiento quirúrgico se determina transoperatoriamente y de acuerdo a las estructuras supraglóticas involucradas en la obstrucción.](3)